# (376190) 2011 CN65
(376190) 2011 CN65 es un asteroide perteneciente al cinturón de asteroides, descubierto el 1 de febrero de 2010 por Wide-field Infrared Survey Explorer desde el telescopio espacial Wide-Field Infrared Survey Explorer (WISE), Estados Unidos.

## Designación y nombre
Designado provisionalmente como 2011 CN65.

## Características orbitales
(376190) 2011 CN65 está situado a una distancia media del Sol de 2,558 ua, pudiendo alejarse hasta 2,776 ua y acercarse hasta 2,341 ua. Su excentricidad es 0,085 y la inclinación orbital 12,326 grados. Emplea 1494,78 días en completar una órbita alrededor del Sol.

## Características físicas
La magnitud absoluta de (376190) 2011 CN65 es 16,79. 